# Avanza Movilidad Integral
Avanza Movilidad Integral, cuyo nombre legal es actualmente Avanza Movilidad Integral, S. L., es una empresa perteneciente al Grupo Avanza dedicada al transporte de viajeros por carretera. 
Gestiona varias concesiones del Consorcio Regional de Transportes de Madrid, compuestas por numerosas líneas urbanas e interurbanas de la Comunidad de Madrid, además de varias concesiones estatales y autonómicas.

## Historia
La crisis ocasionada en el holding Marsans/Trapsa tras los incidentes de la compañía Air Comet hizo que sus propietarios, Gerardo Díaz Ferrán y Gonzalo Pascual Arias, pusieran varios activos del grupo a la venta para obtener liquidez. Dos de estos activos fueron las concesiones VCM-402 y VCM-403, hasta entonces operadas respectivamente por las empresas Autobuses Urbanos del Sur, S.A. (Busursa) y Transportes de Cercanías, S.A. (en adelante "Cercanías"). En 2010, las dos concesiones fueron adquiridas por el Grupo Avanza. El traspaso se hizo efectivo en marzo, siendo sus nuevas operadoras las sociedades "Avanza Interurbanos, S.L.U." y "Avanza Interurbanos del Sur, S.L.U.". Destacar que Avanza compró ambas concesiones con sus respectivos activos y pasivos, pero no las sociedades, que siguieron en manos de los mismos propietarios.
Busursa y Cercanías operaban estos servicios desde 1978, tras adquirírselos a la empresa Adeva, que los había venido desarrollando desde los años 50. En el caso de la línea de Getafe, se sabe que antes de Adeva hubo otro operador, Autobuses Trabanco. Como curiosidad, decir que en 1978 la familia Adeva era también accionista de la Empresa Martín y que en 1986 adquirieron la empresa Auto Periferia, S.A.
El servicio urbano de Parla, en cambio, había sido puesto en marcha en 1982 por el Ayuntamiento de Parla y gestionado de forma directa como "Servicio Municipal de Transportes" (en adelante SMT Parla). Pasó a manos de Avanza en abril de 2010, cuando el ejecutivo socialista de José María Fraile lo puso a disposición de la Comunidad de Madrid, y entonces el CRTM lo integró en la concesión Madrid - Parla - Yunclillos.
En 2012 Avanza Interurbanos del Sur fue absorbida por Avanza Interurbanos y seguidamente trasladó sus actividades a las instalaciones de la primera. Por tanto, desde entonces el titular de ambas concesiones es Avanza Interurbanos y las flotas y personal de ambas concesiones operan desde las instalaciones de Getafe, situadas en el kilómetro 15 de la autovía A-42.
En marzo de 2018, el Grupo Ruiz (accionista mayoritario de Empresa Martín desde finales de los años 80) adquirió el 100% de Auto Periferia, pero la familia Adeva sigue manteniendo el resto del accionariado de la Empresa Martín. Busursa era también titular del servicio de transporte urbano de Cáceres desde finales de los años 80, pero Marsans/Trapsa se la vendió al Grupo Subús - Vectalia poco después de traspasar la concesión madrileña.
En julio de 2024, Avanza compró la empresa madrileña Julián de Castro.

## Actividad

### Concesiones estatales (VAC)
Las concesiones que otorga el Ministerio de Transportes reciben la nomenclatura VAC indicando Viajeros Administración Central. Las concesiones estatales que actualmente opera Avanza Movilidad Integral prestan servicio a Madrid, Badajoz, Valencia, Huesca, Lérida, Barcelona y Segovia.
| Concesión | Recorrido                                                           | Filial            | Observaciones                                                                                           |
| VAC-051   | Madrid - Badajoz - Valencia con hijuelas                            | Auto Res S.L.     | |
| VAC-124   | Huesca - Lérida con hijuelas                                        |                   | |
| VAC-127   | Madrid - Salamanca - Vigo con hijuelas                              | Auto Res S.L.     | Renovada en VAC-259 el 17 de agosto de 2024 y adjudicada a Monbus.                                      |
| VAC-217   | Ayamonte (Huelva) - Santa Coloma de Gramanet (Barcelona)            | Llorente Bus S.L. | Renovada desde VAC-155 en 2013. Renovada en VAC-261 el 13 de noviembre de 2024 y adjudicada a Interbus. |
| VAC-245   | Barcelona - Huesca                                                  |                   | |
| VAC-246   | Madrid - Segovia con prolongación de Melgar de Fernamental (Burgos) | Llorente Bus S.L. | Renovada desde VAC-115 el 8 de agosto de 2018                                                           |

### Concesiones en Madrid (VCM)
Las concesiones que otorga el Consorcio Regional de Transportes de Madrid reciben la nomenclatura VCM indicando Viajeros Comunidad de Madrid. La empresa opera actualmente 8 concesiones, que reúnen líneas interurbanas y líneas urbanas, centrándose en municipios situados en torno a la A-2, A-4, A-5 y A-6.

#### VCM-201
Concesión operada por filial de Avanza Movilidad Integral, llamada Empresa Turística de Autobuses, S. A. y se engloban varias líneas interurbanas de los Corredores 2 y 3, y las líneas urbanas de Coslada y San Fernando de Henares.
| Línea | Recorrido                                                                                     |
| ----- | --------------------------------------------------------------------------------------------- |
| 280   | Coslada (Estación FFCC) - Hospital del Henares - Loeches                                      |
| 281   | Madrid (Avenida de América) – San Fernando de Henares                                         |
| 282   | Madrid (Avenida de América) – San Fernando de Henares - Mejorada del Campo                    |
| 283   | Madrid (Avenida de América) – Coslada - San Fernando de Henares                               |
| 284   | Madrid (Avenida de América) – Velilla de San Antonio - Loeches                                |
| 285   | Coslada (Estación FFCC San Fernando) – Velilla de San Antonio - Arganda del Rey               |
| 286   | Madrid (Ciudad Lineal) – Coslada (Ciudad 70)                                                  |
| 287   | Madrid (Alsacia) – Coslada (Barrio de la Estación)                                            |
| 288   | Madrid (Ciudad Lineal) – Coslada - San Fernando de Henares                                    |
| 289   | Madrid (Ciudad Lineal) – Coslada (Hospital del Henares)                                       |
| 290   | Madrid (El Cañaveral) - Coslada (Estación FFCC) – Plenilunio                                  |
| 340   | Torrejón de Ardoz – Mejorada del Campo                                                        |
| 341   | Madrid (Conde de Casal) – Mejorada del Campo - Velilla de San Antonio                         |
| 822   | Madrid (Aeropuerto) – Coslada - San Fernando de Henares                                       |
| N203  | Madrid (Ciudad Lineal) – Coslada - San Fernando de Henares - Velilla de San Antonio / Loeches |
| 1     | Polígono Industrial - San Fernando                                                            |
| 2     | Barrio de la Estación - C.I.T.I.                                                              |

#### VCM-402
Concesión operada por filial de Avanza Movilidad Integral, llamada Avanza Interurbanos, S. L. U., cuya actividad mayoritaria la componen las líneas interurbanas entre Getafe y los intercambiadores de Plaza Elíptica y Legazpi, a excepción de la línea 411 entre Perales del Río y Legazpi que es operada por La Veloz. Dentro de esta concesión están también las líneas urbanas de Getafe y algunas líneas interurbanas de Leganés.
| Línea | Recorrido                                                                                    |
| ----- | -------------------------------------------------------------------------------------------- |
| 441   | Madrid (Plaza Elíptica) – Getafe (Sector III - Paseo Juan José Rosón)                        |
| 442   | Madrid (Plaza Elíptica) - Getafe (Juan de la Cierva)                                         |
| 443   | Madrid (Plaza Elíptica) – Getafe (Barrio Las Margaritas)                                     |
| 444   | Madrid (Plaza Elíptica) – Getafe (Sector III - Islas Canarias)                               |
| 446   | Madrid (Plaza Elíptica) – Getafe (El Bercial)                                                |
| 447   | Madrid (Legazpi) – Getafe (Hospital)                                                         |
| 448   | Madrid (Legazpi) – Getafe (por Villaverde)                                                   |
| 450   | Getafe – Leganés - Alcorcón                                                                  |
| N801  | Madrid (Atocha) – Getafe (Sector III - Pórtico)                                              |
| N805  | Madrid (Atocha) – Getafe (Centro / Sector III)                                               |
| 1     | Getafe Sector III (FF.CC./Cementerio) - Ambulatorio                                          |
| 2     | Arroyo Culebro (Sector III) - Ambulatorio                                                    |
| 3     | Circular de Getafe                                                                           |
| 4     | Polígono Industrial Los Ángeles - Hospital - Perales del Río                                 |
| 5     | Buenavista - Getafe Sector III (FF.CC.)                                                      |
| 6     | Hospital - San Isidro                                                                        |
| 7     | Getafe Central - Parque Tecnológico TecnoGetafe                                              |
| Pi1   | Getafe Central - Pol. Ind. Los Ángeles - Pol. Ind. de los Olivos                             |
| Pi2   | Getafe Central - Pol. Ind. San Marcos - Pol. Ind. El Lomo - Parque Empresarial La Carpetania |

#### VCM-403
Concesión operada por filial de Avanza Movilidad Integral, llamada Avanza Interurbanos, S. L. U., enlaza el intercambiador de Plaza Elíptica en Madrid con Parla, Torrejón de Velasco, Torrejón de la Calzada, Griñón, Cubas de la Sagra, Serranillos del Valle, Casarrubuelos, Illescas, Recas, Palomeque, Ugena, Carranque y Yunclillos. La concesión incluye también las relaciones entre estas poblaciones y Getafe, Leganés, Fuenlabrada, Pinto, Humanes de Madrid y Valdemoro; la línea entre Madrid (Villaverde Bajo - Cruce) y Leganés y el servicio urbano de Parla.
Illescas, Recas, Palomeque, Ugena, Carranque y Yunclillos pertenecen a la provincia de Toledo, por lo que el ámbito de esta concesión es regional aunque dependa del CRTM.
| Línea | Recorrido                                                          |
| ----- | ------------------------------------------------------------------ |
| 432   | Madrid (Villaverde Bajo-Cruce) – Leganés (Montepinos)              |
| 455   | Getafe - Pinto                                                     |
| 460   | Madrid (Plaza Elíptica) - Parla - Batres                           |
| 461   | Madrid (Plaza Elíptica) – Parla                                    |
| 462   | Getafe - Parla                                                     |
| 463   | Madrid (Plaza Elíptica) – Torrejón de Velasco                      |
| 464   | Madrid (Plaza Elíptica) - Parla – Yunclillos                       |
| 466   | Parla – Valdemoro                                                  |
| 468   | Getafe – Griñón / Casarrubuelos / Serranillos                      |
| 469   | Madrid (Plaza Elíptica) - Parla (Parla Este)                       |
| 470   | Madrid (Plaza Elíptica) - Humanes - Griñón - Serranillos del Valle |
| 471   | Humanes de Madrid - Fuenlabrada - Parla - Pinto                    |
| N806  | Madrid (Atocha) – Parla                                            |
| N807  | Madrid (Atocha) - Getafe - Humanes - Griñón                        |
| 1     | Circular 1                                                         |
| 2     | Circular 2                                                         |
| 3     | Circular 3                                                         |

#### VCM-600
Concesión operada por filial de Avanza Movilidad Integral, llamada Transportes Alacuber, S. L., y gestiona dos líneas interurbanas con recorrido urbano, sin salir del término municipal de Madrid.
La concesión finalizó el 30 de noviembre de 2024, y sus líneas pasaron a manos de la EMT Madrid.
| Línea | Recorrido                                         |
| ----- | ------------------------------------------------- |
| 601   | Madrid (Moncloa) - El Pardo - Mingorrubio         |
| 602   | Madrid (Hospital La Paz) - El Pardo - Mingorrubio |

#### VCM-601
Concesión operada por filial de Avanza Movilidad Integral, llamada Llorente Bus S. L., engloba varias líneas de los Corredores 5 y 6, así como los urbanos de ambos municipios.
| Línea                         | Recorrido                                                                                |
| ----------------------------- | ---------------------------------------------------------------------------------------- |
| 561                           | Madrid (Aluche) – Pozuelo de Alarcón - Majadahonda - Las Rozas                           |
| 561A                          | Madrid (Aluche) – Pozuelo de Alarcón - Majadahonda - Las Rozas (por Universidad)         |
| 561B                          | Madrid (Aluche) – Pozuelo de Alarcón - Majadahonda - Las Rozas (por Avda. Guadarrama)    |
| 562                           | Madrid (Aluche) - Pozuelo de Alarcón                                                     |
| 563                           | Madrid (Aluche) - Pozuelo de Alarcón (por Urbanización Las Minas)                        |
| 564                           | Madrid (Aluche) - Pozuelo de Alarcón (por Somosaguas Sur)                                |
| 565                           | Boadilla del Monte (Puerta de Boadilla) - Pozuelo (Est. El Barrial)                      |
| 566                           | Boadilla del Monte - Pozuelo de Alarcón                                                  |
| 567                           | Villaviciosa de Odón – Majadahonda                                                       |
| 650A                          | Hospital Puerta de Hierro - Majadahonda - Pozuelo de Alarcón - Hospital Puerta de Hierro |
| 650B                          | Hospital Puerta de Hierro - Pozuelo de Alarcón - Majadahonda - Hospital Puerta de Hierro |
| 651                           | Madrid (Moncloa) – Majadahonda (Avenida de España)                                       |
| 652                           | Madrid (Moncloa) - Majadahonda (Carril del Tejar)                                        |
| 653                           | Madrid (Moncloa) - Majadahonda (Hospital) por Estación FFCC                              |
| 654                           | Madrid (Moncloa) - Majadahonda (Urb. Los Satélites)                                      |
| 655                           | Madrid (Moncloa) – Majadahonda (Hospital)                                                |
| 656                           | Madrid (Moncloa) - Pozuelo de Alarcón                                                    |
| 656A                          | Madrid (Moncloa) - Pozuelo de Alarcón (por Camino de las Huertas)                        |
| 657                           | Madrid (Moncloa) – Pozuelo de Alarcón (Monteclaro)                                       |
| 657A                          | Madrid (Moncloa) - Pozuelo (San Juan de la Cruz)                                         |
| 658                           | Madrid (Moncloa) - Pozuelo de Alarcón (Prado de Somosaguas - Ciudad de la Imagen)        |
| 658A                          | Madrid (Moncloa) - Pozuelo de Alarcón (P. E. La Finca - C. C. LaFinca)                   |
| 659                           | Madrid (Moncloa) - Univ. Francisco de Vitoria - El Pinar del Plantío                     |
| N901                          | Madrid (Moncloa) – Pozuelo de Alarcón - Majadahonda - Madrid (Moncloa)                   |
| N902                          | Madrid (Moncloa) – Pozuelo de Alarcón (Prado de Somosaguas - Ciudad de la Imagen)        |
| N906                          | Madrid (Moncloa) – Majadahonda - Pozuelo de Alarcón - Madrid (Moncloa)                   |
| Urbanos de Pozuelo de Alarcón |                                                                                          |
| 1                             | Pozuelo de Alarcón - Urbanización La Cabaña                                              |
| 2                             | Circular de Pozuelo de Alarcón (sentido horario)                                         |
| 3                             | Circular de Pozuelo de Alarcón (sentido antihorario)                                     |
| Urbanos de Majadahonda        |                                                                                          |
| 1                             | Circular (Hospital - FFCC) (sentido horario)                                             |
| 2                             | Circular (Hospital - FFCC) (sentido antihorario)                                         |

#### VCM-603
Concesión operada por filial de Avanza Movilidad Integral, llamada Autocares Beltrán S.A., que originariamente es una filial de Julián de Castro, S. A.. Es la adquisión más reciente de la empresa matriz.
| Línea | Recorrido                                                  |
| ----- | ---------------------------------------------------------- |
| 641   | Madrid (Moncloa) - Valdemorillo                            |
| 642   | Madrid (Moncloa) - Colmenar del Arroyo                     |
| 643   | Madrid (Moncloa) - Villanueva del Pardillo                 |
| FS1   | Las Rozas (CC Herón City/Las Rozas Village) - Valdemorillo |
| N908  | Madrid (Moncloa) - Villanueva del Pardillo - Valdemorillo  |

#### VCM-604
Concesión operada por filial de Avanza Movilidad Integral, llamada Larrea, engloba varias líneas del Corredor 6, además de los urbanos de Cercedilla y Guadarrama.
| Línea                 | Recorrido                                                            |
| --------------------- | -------------------------------------------------------------------- |
| 610                   | Torrelodones - Hoyo de Manzanares - Colmenar Viejo                   |
| 611                   | Madrid (Moncloa) – Hoyo de Manzanares                                |
| 611A                  | Madrid (Moncloa) - Hoyo de Manzanares (por Urbanización Las Colinas) |
| 612                   | Madrid (Moncloa) – Torrelodones                                      |
| 613                   | Madrid (Moncloa) - Torrelodones (Por Centro Comercial)               |
| 680                   | Collado Villalba (Hospital) - Cercedilla                             |
| 681                   | Madrid (Moncloa) – Alpedrete                                         |
| 682                   | Madrid (Moncloa) – Villalba - Guadarrama                             |
| 683                   | Madrid (Moncloa) – Collado Mediano                                   |
| 684                   | Madrid (Moncloa) – Cercedilla (por Guadarrama)                       |
| 685                   | Majadahonda (Hospital) – Las Rozas - Guadarrama - Navacerrada        |
| 686                   | Madrid (Moncloa) – Torrelodones (por Los Peñascales)                 |
| 686A                  | Madrid (Moncloa) – Torrelodones (por Montealegre)                    |
| 687                   | Madrid (Moncloa) – Collado Villalba                                  |
| 688                   | Madrid (Moncloa) – Los Molinos                                       |
| 690                   | Guadarrama – Collado Mediano - Navacerrada                           |
| 691                   | Madrid (Moncloa) – Becerril de la Sierra - Navacerrada - Valdesquí   |
| 692                   | Los Molinos - Cercedilla - Valdesquí                                 |
| 696                   | Collado Villalba (Hospital) - Navacerrada                            |
| N602                  | Madrid (Moncloa) – Torrelodones - Villalba                           |
| Urbanos de Cercedilla |                                                                      |
| 1                     | Hospital de la Fuenfría - FF.CC. - Instituto                         |
| Urbanos de Guadarrama |                                                                      |
| 4                     | Polideportivo - Vallefresnos/La Serranilla                           |

#### VCM-605
Concesión operada por filial de Avanza Movilidad Integral, llamada Julián de Castro, S. A.. Es la adquisión más reciente de la empresa matriz.
| Línea | Recorrido                                                           |
| ----- | ------------------------------------------------------------------- |
| 630   | Villalba (Estación FFCC) - Galapagar - Colmenarejo - Valdemorillo   |
| 631   | Madrid (Moncloa) - Torrelodones (Colonia) - Galapagar - Colmenarejo |
| 632   | Madrid (Moncloa) - La Navata - Galapagar - El Guijo                 |
| 633   | Hospital Puerta de Hierro - Galapagar - Colmenarejo                 |
| 634   | Colmenarejo - Galapagar - Est. La Navata                            |
| 635   | Madrid (Moncloa) - Torrelodones (Colonia) - La Navata - Galapagar   |
| N904  | Madrid (Moncloa) - Torrelodones (Colonia) - Galapagar - Colmenarejo |

### Otras líneas

#### URCM-152
Concesión urbana operada por filial de Avanza Movilidad Integral, llamada Julián de Castro, S. A.. Es la adquisión más reciente de la empresa matriz.
| Línea | Recorrido                                                  |
| ----- | ---------------------------------------------------------- |
| 1     | FF.CC. - Pueblo - Área Homogénea Sur                       |
| 2     | FF.CC. - Avenida Dehesa - Los Robles                       |
| 4     | FF.CC. - Pueblo - Los Peñascales                           |
| 5     | FF.CC. - Pueblo - Los Peñascales (por P.º Joaquín Ruiz J.) |

Además, gestiona las líneas urbanas de los siguientes municipios:
| Municipio             | Filial / Marca                         |
| --------------------- | -------------------------------------- |
| Orense                | Autobuses Urbanos de Ourense, S. L.    |
| Vigo                  | Viguesa de Transportes, S. L.          |
| Huesca                | Huesca Automóvil, S. L.                |
| Soria                 | Transportes Urbanos de Soria, S. L.    |
| Sabiñánigo            | ALOSA (Automóviles La Oscense S. A.)   |
| Fraga                 | ALOSA (Automóviles La Oscense S. A.)   |
| Zaragoza              | Avanza Zaragoza                        |
| Segovia               | CTSA-Portillo                          |
| Torremolinos          | CTSA-Portillo                          |
| Marbella              | CTSA-Portillo                          |
| Benalmádena           | CTSA-Portillo                          |
| Rubí                  | CTSA-Portillo                          |
| Mataró                | CTSA-Portillo                          |
| Sanlúcar de Barrameda | Transportes Urbanos de Sanlúcar, S. A. |
| Estepona              | Transporte Urbano de Estepona          |
| Mondragón             | Avanza Urbanos de Euskadi, S. L.       |
| Basauri               | Avanza Urbanos de Euskadi, S. L.       |
| Echévarri             | Avanza Urbanos de Euskadi, S. L.       |
| Tarrasa               | Transports Municipals D'Egara          |
| Viladecans            | Avanza Baix                            |
| Gavá                  | Avanza Baix                            |
| Castelldefels         | Avanza Baix                            |